# Acta Eruditorum
Acta Eruditorum (începând din 1732: Nova Acta Eruditorum) au fost o revistă științifică lunară germană publicată între 1682 - 1782 la Leipzig de savanții Otto Mencke și Gottfried Wilhelm von Leibniz.
Create prin imitarea publicației Journal des savants, Acta Eruditorum sunt prima revistă științifică din Germania (pe atunci Sfântul Imperiu Roman).
Redactate în latină, Acta Eruditorum cuprindeau rezumate ale noilor scrieri, critici, sumare, scurte eseuri și note, îndeosebi în domeniul științelor naturale și matematicii, dar și în domeniul teologiei și filosofiei. Colaborarea savanților cunoscuți din epocă a asigurat calitatea noii reviste și, prin aceasta, a încurajat dezvoltarea spiritului critic în spațiul german.
| Imagine indisponibilă                                                         |  | Imagine indisponibilă |
| Otto Mencke (în stânga) și Gottfried Wilhelm von Leibniz, fondatorii revistei |  |                       |

## Istorie
Revista a fost fondată în 1682 de eruditul Otto Mencke, care a fost primul său director, și de matematicianul și omul de știință Gottfried Leibniz, cu auspiciile „Collegium Gellianum” și cu sprijinul principelui elector al Saxoniei, publicată în Leipzig de editorul Johann Friedrich Gleditsch. Modelul adoptat a fost acela al publicației franceze Journal des savants și al celei italiene Giornale de' Letterati.
Autorii nu au fost aleși doar între cercetătorii germani, ci printre principalii oameni de știință din întreaga Europă. În primul volum au fost publicate, printre altele, articole ale lui Boyle, Leeuwenhoek, Leibniz și Jakob Bernoulli. Printre contribuțiile următoare, unele postume, cele ale lui Huygens, Halley și Descartes.
La moartea lui Otto Mencke, Acta Eruditorum au fost reluate de fiul său, Johann Burckhardt Mencke,  până la decesul acestuia în 1732, acesta fiind înlocuit de fiul său, Friedrich Otto Mencke, dată la care revista și-a schimbat numele pentru a deveni Nova Acta Eruditorum. Tulburările survenite în timpul Războiului de Șapte Ani și neglijența redactorului-șef din vremea aceea, Karol Andrej Bel, care reluase redacția în 1754, au pricinuit serioase întârzieri în aparițiile lunare ale tomurilor, încât ediția ultimei părți din anul 1776 nu a apărut decât în 1782.
În anul 1712, Friedrich Otto Mencke a fondat perechea germanofonă a Acta Eruditorum, Deutsche Acta Eruditorum, care se consacrau îndeosebi scrierilor istorice și polemicilor momentului.

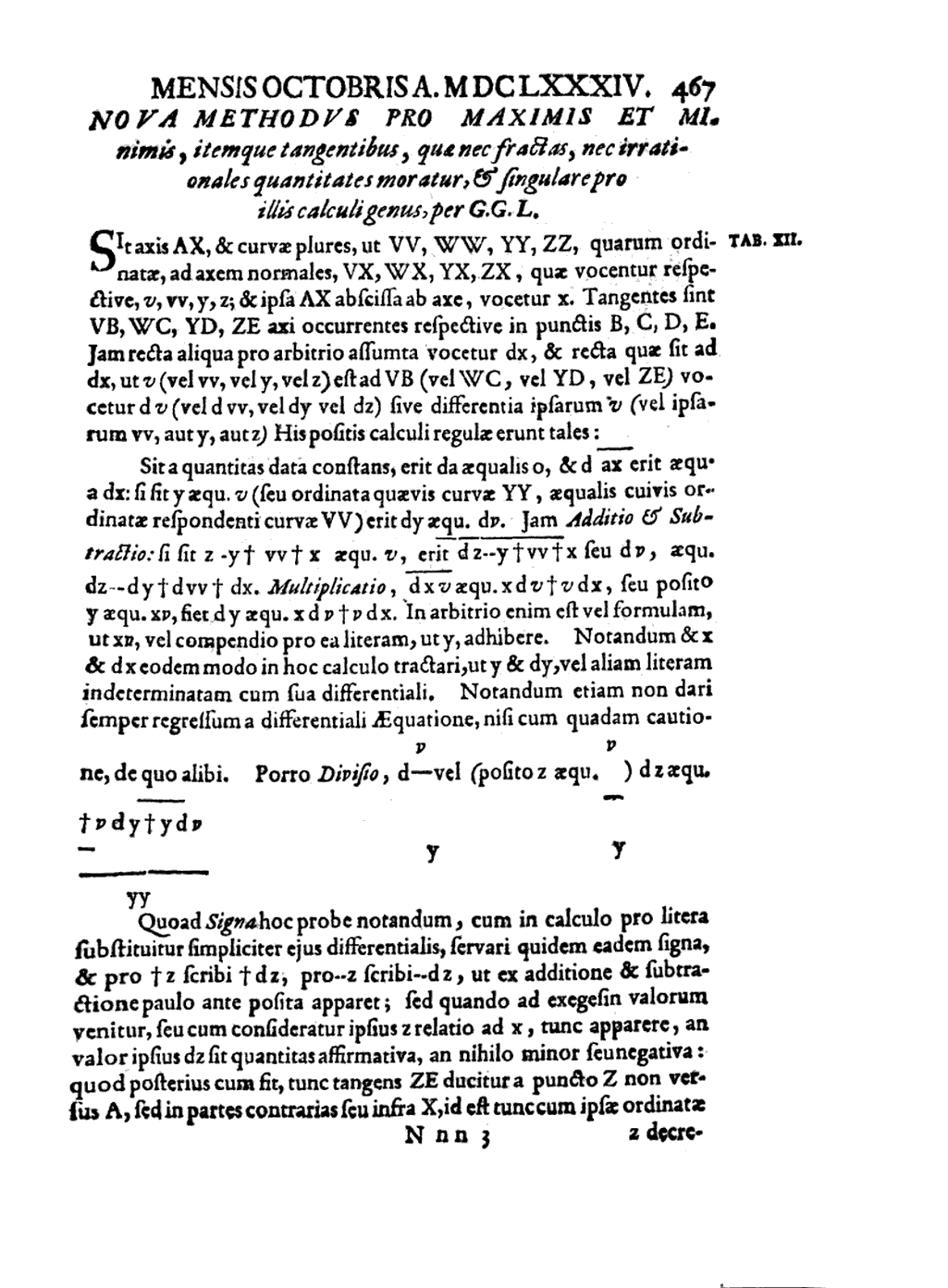
Pagina de început a lucrării lui Leibniz, Nova Methodus pro maximis et minimis, itemque tangentibus..., publicată în numărul din octombrie 1684 al Acta Eruditorum.

## Colaboratori
Încă de la începuturi, numeroși eminenți oameni de știință, ca Isaac Newton, Gottfried Wilhelm von Leibniz, Jakob Bernoulli, Humphry Ditton, Ehrenfried Walther von Tschirnhaus, Denis Papin, Pierre-Simon de Laplace, Jérôme Lalande, Giovanni Domenico Cassini, John Flamsteed, Jakob Hermann, Christiaan Huygens sau și filosofi și umaniști ca Christian Thomasius, Christian Wolff, Veit Ludwig von Seckendorff, Christian Wagnersau Stephan Bergler au publicat în Acta.
În numărul din octombrie 1684 al Acta, Leibniz și-a publicat Nova Methodus pro maximis et minimis, itemque tangentibus, et singulare pro illis calculi genus; în afară de soluția definitivă a problemei tangentelor, Leibniz a inaugurat aici calculul integral prin soluția problemei lui Beaune : Trouver une courbe dont la sous-tangente soit constante.